# Castelnau-Montratier
Castelnau-Montratier es una comuna nueva francesa situada en el departamento de Lot, de la región de Occitania.

## Historia
Fue creada el 1 de enero de 2017, en aplicación de una resolución del prefecto de Lot de 3 de agosto de 2016 con la unión de las comunas de Castelnau-Montratier y Sainte-Alauzie, pasando a estar el ayuntamiento en la antigua comuna de Castelnau-Montratier.
La comuna se denominó Castelnau-Montratier-Sainte-Alauzie hasta el 31 de diciembre de 2023.

## Demografía
| Gráfica de evolución demográfica de Castelnau-Montratier entre 1800 y 2013 |
|                                                                            |

Los datos entre 1800 y 2013 son el resultado de sumar los parciales de las dos comunas que forman la nueva comuna de Castelnau-Montratier, cuyos datos se han cogido de 1800 a 1999, para las comunas de Castelnau-Montratier y Sainte-Alauzie de la página francesa EHESS/Cassini. Los demás datos se han cogido de la página del INSEE.

## Composición
| Comuna delegada      | Código INSEE | Población (2013) | Superficie (km²) | Densidad (hab./km²) |
| -------------------- | ------------ | ---------------- | ---------------- | ------------------- |
| Castelnau-Montratier | 46063        | 1838             | 72.54            | 25                  |
| Sainte-Alauzie       | 46248        | 122              | 12.22            | 10                  |